# Photostat

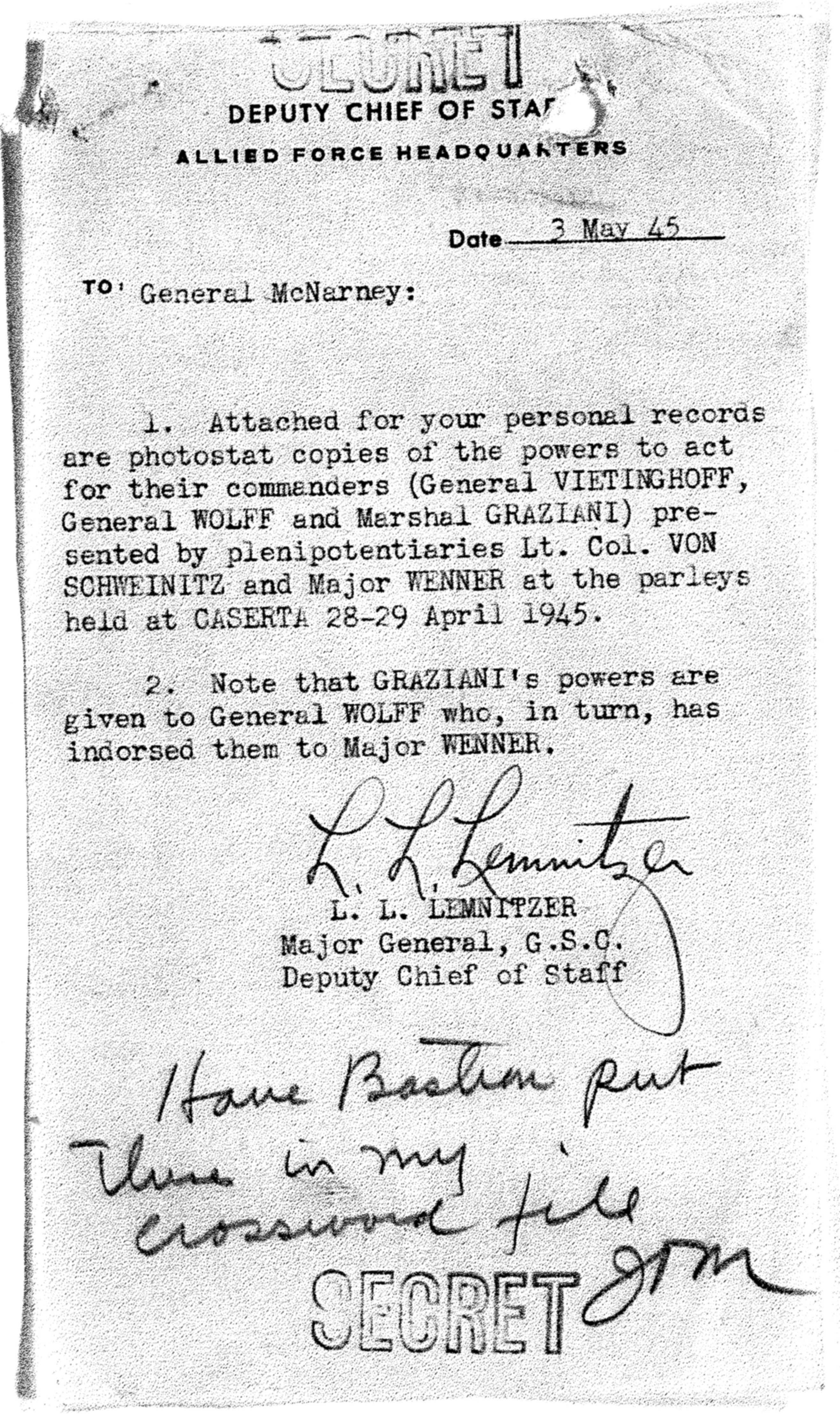
Photostat d'un document à la fin de Seconde Guerre mondiale.

Le photostat, prononcé [fɔ.to.stɑ], est un système de reprographie, ancêtre du photocopieur. Ce système a été développé dans les années 1900 par la Commercial Camera Company, qui est plus tard devenue la Photostat Corporation. Le mot photostat est un onomastisme provenant de la lexicalisation de la marque déposée de même nom. Dans l'usage, le mot photostat désigne donc aussi bien les appareils produits par la Photostat Corporation que ceux de la Rectigraph Company, une société concurrente.

## Histoire

### Origine
La croissance commerciale durant et suivant la révolution industrielle a généré un besoin de transcrire plus rapidement qu'à la main les documents de tout type. L'usage du papier carbone a été initié au début du XIXe siècle suivi à la fin des années 1840 par les presses de copiages pour la correspondance en masse. De nombreuses méthodes de reprographie sont apparues dont le procédé manifold de Ralph Wedgwood déposé le 7 octobre 1806 et utilisé par Mark Twain, les bains de copie ou les rouleaux à copier. Au début des années 1870, le procédé Cyanotype est l'un des plus significatifs dans le monde de l'architecture et des dessins techniques. En 1874, le Miméographe ou crayon duplicateur apparait suivi en 1891 par le Cyclostyle de David Gestetner. 
Mais la plupart de ces machines sont manuelles.

### Photostat et Rectigraph
Vers 1906-1907, George C. Beidler d'Oklahoma City fonde la Rectigraph Company et lance la première machine de reprographie basée sur la photographie. Il déménage en 1909 à Rochester (état de New York) afin de se rapprocher de la Haloid Company (future Xerox) son principal fournisseur de papier photographique et de produits chimiques.
En 1907 à Kansas City, Oscar Gregory invente un procédé similaire nommé Photostat et la société Photostat Corporation est fondée en 1911 à Rhode Island, déménageant à Rochester en 1921. Elle développe une relation étroite avec Eastman Kodak de licence et de production.
En 1935, Haloid rachète la Rectigraph Company et en 1948 achète les droits de produits le matériel xerographique inventé par Chester Carlson. Devenue Haloid Xerox en 1958 puis Xerox Corporation en 1961, la société continue à vendre des machines Rectigraph jusque dans les années 1960.
En 1963, la Photostat Corporation est absorbé par Itek (en) dont les actifs seront dispersés à sa disparition en 1996.

## Description
Les deux procédés Rectigraph et Photostat utilisent la photographie pour reproduire les documents. Une grosse caméra photographie le document et expose directement l'image obtenue sur des rouleaux avec du papier photographique sensibilisé d'environ 350 pieds (106,68 m) de long. Un prisme optique placé devant des lentilles permet de renverser l'image et après une exposition de 10 secondes, le papier est directement passé dans un bain fixateur puis le papier séché par un air chaud.
Le résultat obtenu en près de deux minutes est un négatif de l'image qui peut ensuite être réutilisé pour réaliser des impressions en positif. Les impressions photographiques sont souvent appelées des photostats et il est possible de faire un parallèle dans la langue anglaise entre photostat et xerox.
C'est en étudiant les inconvénients des photostats que Chester Carlson a opté pour utiliser l'électrophotographie, procédé découvert dans les années 1940 et vendu à Haloid en 1948, devenu Xerox, faisant disparaitre les photostats.

### Usage dans l'animation
Dès les années 1930, les studios d'animation ont eu recours à la technologie photostat afin de simplifier leur production. Associée à la rotoscopie, les photostats ont permis de reproduire les mouvements humains. Le studio Disney a fait usage de ce procédé pour les personnages humains de Blanche-Neige et les Sept Nains (1937) et Cendrillon (1950),.
En 1979, le studio Disney utilise cette technique pour dessiner les rayons lasers dans le film Le Trou noir.

## Usage populaire en Malaisie
Le terme photostat et photostat machine (parfois écrit "fotostat" en raison de la prononciation en Malais) sont souvent utilisés pour évoquer les photocopieurs modernes.

### Sources
- Antique Copying Machines
- Office Museum
- Tribune of India
- History of The Rochester, NY Camera and Lens Companies